# Osebergskibet
Osebergskibet er et norsk vikingeskib. Det er 21,5 m langt og hovedsageligt af spejlkløvet eg. Skibet blev fundet i 1903 i en høj i Slagen ved Oslofjordens munding. Det blev udgravet i foråret 1904. Skibet var usædvanligt velbevaret, fordi det ved gravsætningen var indkapslet i blåler og hermetisk lukket. Skibet er en fornem kvindes grav. Skibet er årrings-bestemt til omkring 820. Skibstømmeret er fra ege i Vestfold. Arkæobotaniske undersøgelser af den tørv, gravhøjen bestod af, tidsfæster begravelsen til august – september år 834. Skibet er udstillet i Vikingeskibsmuseet på Bygdøy i Oslo.

## Skeletterne
Oseberghøjen indeholdt skeletrester af to kvinder. Pga. den ældste kvindes kranieform mente L.Faye, at kraniet "næppe kan have tilhørt en ægte norsk kvinde", men muligvis én fra "Syden", eller "endog muligvis en lappekvinde". Anatomiprofessor Kristian Emil Schreiner opdagede, at den yngre kvinde havde været en flittig bruger af tandstikkere. Af det sluttede han, at den yngre kvinde var gravens hovedperson, mens den ældre måske var en ofret trælkvinde.
En analyse af mitokondrielt DNA fra kvinderne viser, at knogler fra den ældre kvinde indeholdt DNA fra tre forskellige kilder. Den yngre kvinde tilhørte haplogruppe U7, der er yderst sjælden i Europa, men almindelig i Iran. Fundet har ikke kunnet gentages og anses som tvivlsomt. Imidlertid har man fundet en mand fra haplogruppe U7 begravet på den gamle kristne gravplads Kongemarken ved Roskilde.
Begravelsen i Oseberg dateres til år 834 e.Kr. Skibet og en del af udstyret kan være op til 50 år ældre. Den ældre kvindes skelet blev en tid identificeret som dronning Åsa Haraldsdatter, farmor til Harald Hårfager, da hendes søn Halvdan sad som konge i Vestfold netop på den tid. Den yngre kvinde så kunne være en ofret trælkvinde. Nye knogleprøver har bekræftet, at begge kvinder levede hele livet i Agder, hvad der passer med, at den ene kan være dronning Åsa; men begge kvinder har spist den samme mad – kød fra landdyr, ikke fra fisk – så begge har haft en høj status. Efter de nye undersøgelser var begge kvinder lidt over 50 år, da de døde.
Vestfold historiske forening ønskede at genbegrave de jordiske rester fra skibene med støtte fra arkæologiprofessor Anton Wilhelm Brøgger, der i juni 1942 forsikrede dem i Aftenposten, at når man fandt "en værdig sarkofag, skulle vi få dronning Åsa tilbage til hendes fredede jord". Planen indgik sandsynligvis i Brøggers nationale strategi flere år før 2. verdenskrig. Professor Schreiner ville derimod beholde resterne og gøre dem tilgængelige for forskning, men Det akademiske Kollegium gav Brøgger sin tilslutning i 1946, og i 1948 blev skeletresterne af de to kvinder forseglet i en aluminiumskiste. Imidlertid blev granitsarkofagen, som kisten blev sat ned i, sat sådan i gravhøjen, at den nemt kunne hentes frem igen. Professor Schreiner havde dog stukket flere mindre skeletdele til side, som er blevet analyseret. Resultatet bidrog til, at skeletterne igen er hentet frem for fornyede undersøgelser.

## Trivia
- Den norske forsker Jon Godal mener, at Osebergskibet er bygget efter den sjællandske alen.

## Billedgalleri
- Osebergskibet
(udstillet i Vikingeskibshuset på Bygdøy i udkanten af Oslo)
- Detalje fra rekonstruktion af Osebergtapetet
- Detalje af Osebergskibets bov
- Spænde fra gravgodset